# 劉珏 (同治進士)
刘珏（?—?），江西铅山县人。清朝官员。同进士出身。

## 生平
同治十年（1871年）辛未科三甲进士。光绪元年（1875年）任福建邵武府建宁县知县。次年再任。旧《建宁县志》入名宦传。